# Scaptomyza mateolata
Scaptomyza mateolata är en tvåvingeart som beskrevs av Mcevey 1990. Scaptomyza mateolata ingår i släktet Scaptomyza och familjen daggflugor.
Artens utbredningsområde är Mauritius. Inga underarter finns listade i Catalogue of Life.